# Пчелиново
Пчелиново е село в Южна България. То се намира в община Гурково, област Стара Загора.

## География
Село Пчелиново (Пчелински рът) се намира в планински район. Разположено е по протежението на Прохода на републиката (Хаинбоаз). Там се намират две пещери: Ождрян (дължина 47 м.; денивелация 17 м.) и Ботура (дължина 56 м.; денивелация 5 м.). Преобладават канелено-горски почви. 
В с. Пчелиново е изграден дом-паметник на бригадирското движение в чест на хиляди младежи и девойки, строители на Хаинбоаз. 
Селото е разделено на няколко махали: Долна махала, Ханова лъка, Стоката, Бельовска махала, Златирът, Долна и Горна Черняга. Покрай селото минава Радова река, по протежението на която са разположени къщите в селото.